# Francisco de Saldanha da Gama
Francisco de Saldanha da Gama (Lisboa, 20 de Maio de 1713 ou 1723 – Lisboa, 1 de Novembro de 1776) foi o terceiro Patriarca de Lisboa com o nome de D. Francisco I. Estudou em Coimbra direito canónico, tendo sido feito cardeal pelo Papa Bento XIV em 1756, e nomeado Patriarca em 25 de Julho de 1758.

## Biografia
Seu pai foi João de Saldanha da Gama (19 de Março de 1674 – 5 de Maio de 1752), 68.º Governador e 41.º Vice-Rei da Índia de 1725 a 1732, por sua vez filho de Luís de Saldanha da Gama, 1.º Senhor de Assequins de juro e herdade (c. 1640 – 24 de Setembro de 1721), e de sua primeira mulher (1661) Madalena de Mendonça (c. 1650). Casara em Lisboa, na Ajuda, em 9 de Dezembro de 1703 com sua mãe Joana Bernarda de Noronha e Lancastre (Lisboa, Ajuda, 28 de Dezembro de 1686 – Lisboa, Ajuda, 5 de Maio de 1752). Entre seus filhos, além de Francisco, estava o primogénito, Luís de Saldanha da Gama de Melo e Torres, 4.º Conde da Ponte (nascido em 9 de Dezembro de 1704) e Manuel de Saldanha da Gama (nascido em Setubal, São Lourenço, Vila Nogueira de Azeitão, a 21 de Fevereiro de 1715 e falecido em Lisboa, Santos-o-Velho, a 7 de Novembro de 1780) que seria o segundo marido de Joana da Silva Caldeira Pimentel Guedes de Brito (nascida na Bahia cerca 1700 e falecida em 1762), filha de Antônio da Silva Pimentel (falecido em 1706) e de sua mulher Isabel Maria Guedes de Brito, uma das maiores fortunas da Bahia. Era bisneto de Margarida de Vilhena e descendente do 1.° Visconde de Vila Nova de Cerveira, D. Leonel de Lima. Morre a 1 de novembro de 1776, vinte e um anos após o terramoto de Lisboa, e o seu corpo encontra-se sepultado na Igreja do Mosteiro dos Jerónimos.